# Behind the Sun
Behind the Sun är en låt av Red Hot Chili Peppers från deras album The Uplift Mofo Party Plan från 1987. Det är den sjätte låten på albumet och den släpptes som singel, dock inte förrän 1992, då för att främja försäljningen av samlingsalbumet What Hits!?. En video gjordes även till låten 1992 av ihopklippt material från musikvideon till låten Higher Ground och färganimation.

## Singlar

### CD-singel (1992)
1. Behind the Sun (Album)
2. Higher Ground (Pearly 12″ Mix)
3. If You Want Me To Stay (Pink Mustang Mix)
4. Knock Me Down (Album)

### CD-singel, version 2 (1992)
1. Behind the Sun (Single Version)
2. Behind the Sun (Long Version)

### 12-tumssingel (1992)
1. Behind the Sun (Album)
2. Special Secret Song Inside (Album)

### 7-tumssingel (1992)
1. Behind the Sun (Album)
2. Fire (Album)

Artikeln är, helt eller delvis, en översättning av motsvarande arikel på en:wikipedia.